# Marcelo Carracedo
Marcelo Carracedo (ur. 6 kwietnia 1970) – argentyński piłkarz występujący na pozycji pomocnika.

## Kariera piłkarska
Od 1989 do 2000 roku występował w Estudiantes La Plata, Real Murcia, Fortuna Düsseldorf, Tirol Innsbruck, Santos Laguna, Monarcas Morelia, Platense, Avispa Fukuoka, Rosario Central i Universidad Católica.